# Загірійський мазгаб
Загірітський мазгаб (араб. ظاهري‎) — послідовники правової школи Дауда ібн Алі аль-Ісфагані, якого прозвали аз-Загірі († 833 р.). Мазгаб був широко поширений у мусульманському світі, зокрема на заході — в Андалузії. Після XV ст. загірітський мазгаб поступово зник

Дауд ібн Алі був першим факіхом, що у правовій практиці спирався виключно на «зовнішнє» (захір, звідси і прізвисько), «буквальне» розуміння Корану і сунни, заперечуючи будь-яку можливість бачити в їх текстах прихований зміст (батин) і тлумачити їх алегорично чи раціонально. У питаннях методології права (усул аль-фікх) загірітські факіхи були активними противниками використання логічно-раціональних прийомів (ра’й, істихсан, Істислах та ін.). Пізніше, щоправда, вони допустили дуже обмежене застосування киясу (судження за аналогією) та іджма (спільної думки).

Загірітський мазгаб широко розповсюдився в мусульманському світі у Х — ХІІІ ст. В Іраку загіріти (їх називали там даудитами за іменем засновника мазгабу) організували навчання і активно проповідували своє вчення за межами Іраку.

Послідовники загірітського мазгабу були як на сході Халіфату (зокрема, в Хорасані), так і на заході: в Андалузії жив знаменитий богослов-загіріт Ібн Хазм аль-Андалузі (1064 р.), що суттєво розвинув положення цієї школи. Наприкінці ХІІ ст. при Альмохадах загірітський мазгаб був визнаний офіційною правовою школою. Одначе після XV ст. загіріти поступово зникли